# Denver (herramienta)

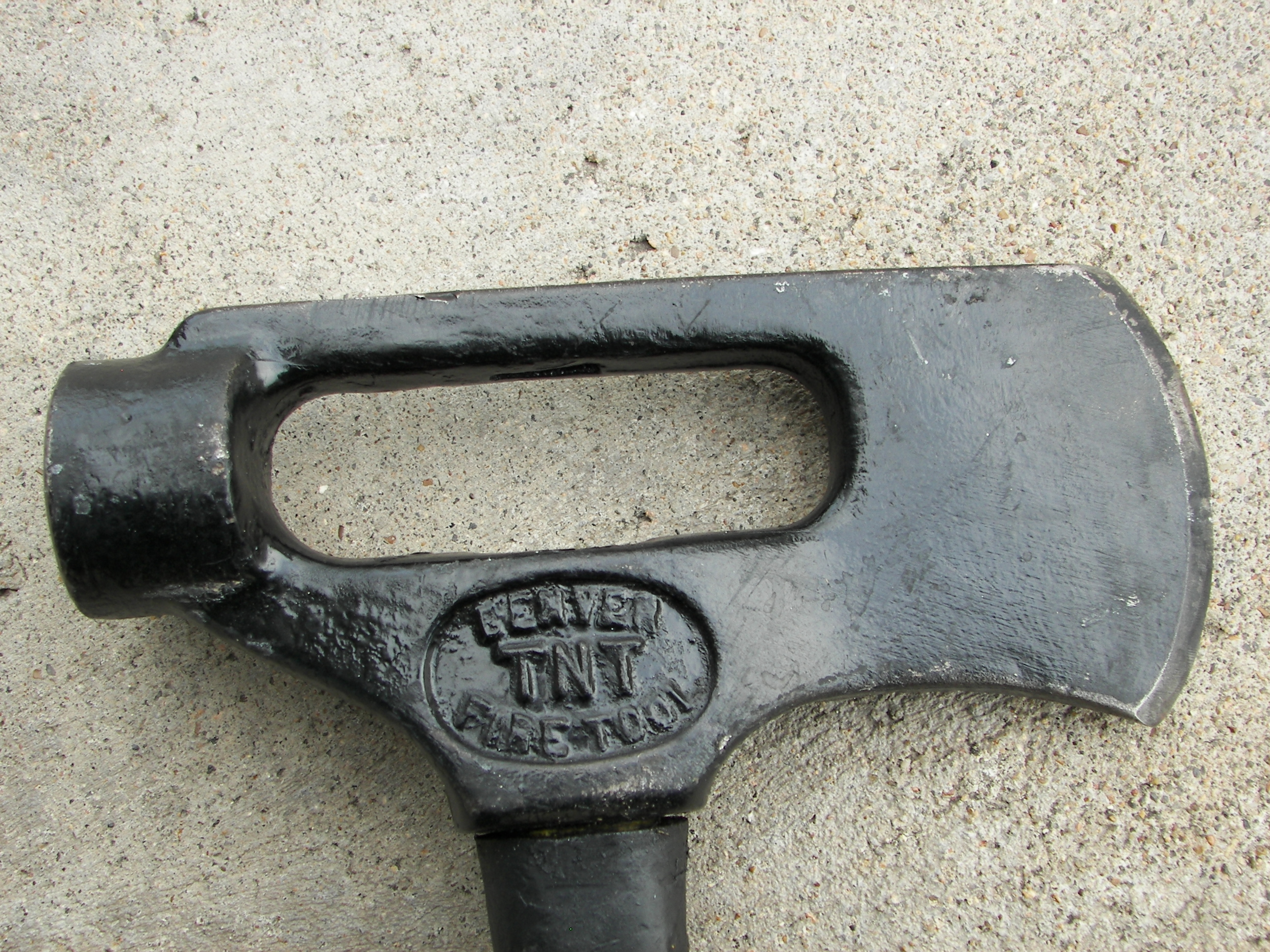
Cabeza de una herramienta Denver.

La herramienta TNT (o herramienta de Denver como se conocía anteriormente) es una herramienta multipropósito utilizada por los bomberos, personal de emergencia, y los agentes del orden para poder entrar por la fuerza a los edificios, los automóviles, etc, durante las situaciones de emergencia. Se trata de una combinación hacha, martillo, palanca, saca clavos y bichero. También es usado por personas que viajan en zonas remotas.

## Historia
Fue diseñada y patentada por dos bomberos de la ciudad de Denver, Mark Trujillo y Robert Terry, de ahí su nombre TNT para satisfacer las necesidades de una herramienta multipropósito en las labores propias de su profesión, aunque también se la conoce por el nombre de la ciudad donde fue ideada. 
Cumple con las funciones de cinco herramientas:
- Hacha: se utiliza para abrir o romper agujeros, parabrisas, cerraduras, y metales ligeros
- Palanca: se utiliza para abrir ventanas y puertas
- Estampidor: se utiliza para romper puertas por la fuerza golpeándolas con la herramienta a modo de ariete.
- Bichero con mango: se utiliza para tirar de techos y paredes y alcanzar objetos alejados
- Martillo: Para golpear.

## Otras herramientas de bomberos

### Forestales
Otras herramientas de los bomberos forestales son  antorcha de goteo, autopertiga , azada, batefuegos, desbrozadora, emisora, gorgui, mcleod, mochila extintora, motopertiga, motosierra, punta de lanza, pulaski, tajamatas y tramo de manguera.